# فيكتور جلوشكوف
فيكتور جلوشكوف (بالروسية: Виктор Миха́йлович Глушков) (23 أغسطس 1923 - 20 يناير 1982) كان عالم رياضيات سوفيتي، يعد من رواد تقنية المعلومات في الاتحاد السوفيتي، ومن الآباء المؤسسين لعلم السيبرانية في الدولة السوفيتية. قام على مشروع أو جاس الهادف لإنشاء شبكة معلومات على نطاق وطني في الاتحاد السوفيتي، لتُستخدم في إدارة اقتصاد البلاد.
أسس كرسي السيبرانية النظرية والتحكم الأمثل في معهد موسكو للفيزياء والتقنية عام 1967، وكرسيًّا للسيبرانية النظرية في جامعة كييف الحكومية عام 1969. وسُمي معهد السيبرانية التابع لأكاديمية العلوم الوطنية الأوكرانية باسمه، وهو أيضًا مؤسس هذا المعهد.

## استشهادات
1. ↑  А. М. Прохорова, ed. (1969), Большая советская энциклопедия: [в 30 т.] (بالروسية) (3rd ed.), Москва: Большая российская энциклопедия, Глушков Виктор Михайлович, OCLC:14476314, QID:Q17378135
2. ↑  А. М. Прохорова, ed. (1969), Большая советская энциклопедия: [в 30 т.] (بالروسية) (3rd ed.), Москва: Большая российская энциклопедия, Глушков Виктор Михайлович, OCLC:14476314, QID:Q17378135